# Capensibufo rosei
Capensibufo rosei é uma espécie de sapo da família Bufonidae. Ele é endêmico na África do Sul. Seu habitat natural são as vegetações arbustivas do tipo mediterrânea e marismas intermitentes. Está ameaçado pela perda de seu habitat.